# Peucetia cayapa
Peucetia cayapa är en spindelart som beskrevs av Santos och Antonio D. Brescovit 2003. Peucetia cayapa ingår i släktet Peucetia och familjen lospindlar. Inga underarter finns listade i Catalogue of Life.